# رافاييل سانتوس بوري
رافاييل سانتوس بوري أماوري (بالإسبانية: Rafael Santos Borré Amaury)‏ (مواليد 15 سبتمبر 1995 - بارانكيا ، كولومبيا) لاعب كرة قدم كولومبي ، يلعب في مركزي المهاجم الصريح والمهاجم الثاني ، ويلعب حاليًا لنادي آينتراخت فرانكفورت في الدوري الألماني و سبق له اللعب مع أتليتكو مدريد وفياريال الإسبانيين و آخر محطاته كانت مع ريفر بليت الأرجنتيني.

## مسيرته الكروية
بدأ اللاعب مشواره مع الاحتراف في سن 17 لنادي ديبورتيفو كالي ، وفي عام 2015 وقّع لنادي أتلتيكو مدريد الإسباني ، ثم عاد للعب لديبورتيفو كالي مرة أخرى على سبيل الإعارة.

وتبرز موهبة خاصة عند المهاجم الكولومبي لتسجيل الأهداف. ولديه عين هائلة للهدف في منطقة جزاء الخصم مما قاده لتمثيل المنتخب الوطني الكولومبي. إنه قوي ومهاري ويجيد اللعب بالقدم اليمنى.

## بطولات وإنجازات اللاعب

### ديبورتيفو كالي
- الدوري الكولومبي لكرة القدم: 2015 (أبرتورا)
- كأس السوبر الكولومبي: 2014

### ريفر بليت
- كأس الأرجنتين: 2017:2019
- كأس السوبر الأرجنتيني: 2017:2019
- كوبا ليبرتادوريس: 2018
- ريكوبا سودا أمريكانا: 2019

### آينتراخت فرانكفورت
- الدوري الأوروبي: 2021/22

## روابط خارجية
- رافاييل سانتوس بوري على موقع الاتحاد الدولي (مؤرشف)  (الإنجليزية)
- رافاييل سانتوس بوري على موقع قاعدة بيانات كرة القدم.إي يو (الإنجليزية)
- رافاييل سانتوس بوري على موقع ليكيب (الفرنسية)
- رافاييل سانتوس بوري على موقع ناشيونال فوتبول تيمز (الإنجليزية)
- رافاييل سانتوس بوري على موقع Soccerbase.com (لاعب) (الإنجليزية)
- رافاييل سانتوس بوري على موقع Soccerway.com (الإنجليزية)
- رافاييل سانتوس بوري على موقع عالم كرة القدم.نت (الإنجليزية)
- رافاييل سانتوس بوري على موقع AS.com (الإسبانية)